# Gabú
Gabú (portugisiska: Gabu) är en ort i Guinea-Bissau. Den är huvudort för regionen Gabú, i den östra delen av landet, 160 km öster om huvudstaden Bissau. Folkmängden uppgår till cirka 40 000 invånare.

## Geografi
Gabú ligger 63 meter över havet. Terrängen runt Gabú är mycket platt. Runt Gabú är det glesbefolkat, med 17 invånare per kvadratkilometer. Trakten runt Gabú består till största delen av jordbruksmark.